# Eliodoro Camacho (província)
Eliodoro Camacho é uma província da Bolívia localizada no departamento de La Paz, sua capital é a cidade de Puerto Acosta.